# President de la Cambra de Diputats de Luxemburg
El President de la Cambra de Diputats de Luxemburg (en luxemburguès: Chamberpresident; en francès: Président de la Chambre des Députés; en alemany: Präsident der Abgeordnetenkammer) és el polític que presideix a Luxemburg la legislatura nacional a la monocameral Cambra de Diputats.
Durant el recés, la cambra no té un president. Tanmateix, per als propòsits de continuïtat, llevat dels canvis de president entre una sessió parlamentària i una altra, la presidència és tractada com si fos de forma contínua.
| Nom | Nom                                     | Partit | Principi               | Fi                     |
| --- | --------------------------------------- | ------ | ---------------------- | ---------------------- |
|     | Charles Metz                            |        | 1848                   | 1853                   |
|     | Théodore Pescatore (primer mandat)      |        | 1853                   | 1855                   |
|     | Baró de Tornaco (primer mandat)         |        | 1855                   | 1856                   |
|     | Jean-Mathias Wellenstein                |        | 1857                   | 1858                   |
|     | Jean-Pierre Toutsch (primer mandat)     |        | 1858                   | 1859                   |
|     | Baró de Tornaco (segon mandat)          |        | 1859                   | 1860                   |
|     | Norbert Metz                            |        | 1860                   | 1861                   |
|     | Théodore Pescatore (segon mandat)       |        | 1861                   | 1866                   |
|     | Michel Witry                            |        | 1866                   | 1867                   |
|     | Jean-Pierre Toutsch (segon mandat)      |        | 1867                   | 1869                   |
|     | Paul de Scherff                         |        | 1869                   | 1872                   |
|     | Baró de Blochausen / Jean-Pierre Foehr  |        | 1872                   | 1873                   |
|     | Baró de Blochausen / Jean-Pierre Foehr  |        | 1873                   | 1874                   |
|     | Baron de Blochausen / Jean-Pierre Foehr |        | 1874                   | 1875                   |
|     | Jacques Gustave Lessel                  |        | 1875                   | 1886                   |
|     | Zénon de Muyser                         |        | 1886                   | 1887                   |
|     | Emmanuel Servais                        |        | 1887                   | 1890                   |
|     | Théodore Willibrord de Wacquant         |        | 1890                   | 1896                   |
|     | Charles-Jean Simons                     |        | 1896                   | 1905                   |
|     | Auguste Laval                           |        | 1905                   | 1915                   |
|     | Edouard Hemmer                          |        | 1915                   | 1917                   |
|     | François Altwies                        | PD     | 1917                   | 1925                   |
|     | René Blum                               | PS     | 1925                   | 1926                   |
|     | Émile Reuter (primer mandat)            | PD     | 1926                   | 20 d'octubre de 1944   |
|     | Nicolas Wirtgen                         | CSV    | 6 de desembre de 1944  | 1945                   |
|     | Émile Reuter (segon mandat)             | CSV    | 1945                   | 5 de març de 1959      |
|     | Joseph Bech                             | CSV    | 5 de març de 1959      | 21 de juliol de 1964   |
|     | Victor Bodson                           | LSAP   | 21 de juliol de 1964   | 10 d'octubre de 1967   |
|     | Romain Fandel                           | LSAP   | 10 d'octubre de 1967   | 5 de febrer de 1969    |
|     | Pierre Grégoire                         | CSV    | 5 de febrer de 1969    | 27 de juny de 1974     |
|     | Antoine Wehenkel                        | LSAP   | 27 de juny de 1974     | 14 d'octubre de 1975   |
|     | René Van Den Bulcke                     | LSAP   | 14 d'octubre de 1975   | 9 d'octubre de 1979    |
|     | Léon Bollendorff                        | CSV    | 9 d'octubre de 1979    | 18 de juliol de 1989   |
|     | Erna Hennicot-Schoepges                 | CSV    | 18 de juliol de 1989   | 26 de gener de 1995    |
|     | Jean Spautz                             | CSV    | 26 de gener de 1995    | 13 de juliol de 2004   |
|     | Jean Asselborn (sessió extraordinària)  | LSAP   | 13 de juliol de 2004   | 30 de juliol de 2004   |
|     | Lucien Weiler                           | CSV    | 30 de juliol de 2004   | 7 de juny de 2009      |
|     | Laurent Mosar                           | CSV    | 28 de juliol de 2009   | 12 de novembre de 2013 |
|     | Mars Di Bartolomeo                      | LSAP   | 5 de desembre de 2013  | 30 d'octubre de 2018   |
|     | Fernand Etgen                           | DP     | 6 de desembre de 2018  | 24 d'octubre de 2023   |
|     | Claude Wiseler                          | CSV    | 21 de novembre de 2023 |                        |

Addicionalment, hi ha hagut quatre sessions extraordinàries per a les quals s'han triat presidents seguint el criteri de major edat dels membres. Concretament, han estat:
- Mathias Ulrich (11 de gener de 1858)
- Michel Witry (24 de juny de 1872 – 27 de juny de 1872)
- Jean-Pierre Urwald (6 de juliol de 1979)
- Jean-Pierre Urwald (16 de juliol de 1984)